# ステパーン・ティモシェンコ

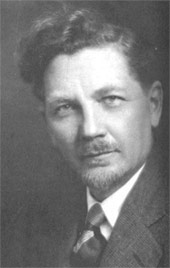
ティモシェンコ

ステパーン・プロコーフィエヴィチ・ティモシェンコ（烏: Степан Прокопович Тимошенко; 露: Степан Прокофьевич Тимошенко; 英: Stephen P. Timoshenko、1878年12月22日 - 1972年5月29日）は、ロシア帝国に生まれアメリカ合衆国に帰化した物理学者。ティモシェンコ梁の理論をはじめとして材料力学・弾性論・材料強度学・振動論などに関する業績があり、「工業力学の父」と呼ばれる。また材料力学・弾性・強度などに関する教科書を執筆し、これらは多数の言語に訳されて現在でも広く用いられている。

## 生涯
ロシア帝国のポルタヴァ県（現在のウクライナ・チェルニーヒウ州）のシュペトフカに生まれた。ハリコフ県（現在のスムィ州）のロムヌィで1889年から1896年まで教育を受けたが、このときの学友に同じく物理学者として名を成すアブラム・ヨッフェがいた。その後サンクトペテルブルク交通工科大学に入学して1901年に卒業、翌1902年から同大学の講師に採用された。1903年から1906年はサンクトペテルブルク工科大学のヴィクトル・キルピチョーフの下で働いた。また1905年はゲッティンゲン大学のルートヴィヒ・プラントルの下で一年を過ごしている。
1907年にティモシェンコはキエフ工科大学の教授となった。ここで彼は、弾性体の変形を有限要素法によって解く、レイリー法と呼ばれる手法の研究を行った。またこの時期に座屈に関する研究もはじめたほか、有名な教科書『Strength of materials 』の初版を発行した。
1911年、時の教育大臣レフ・カッソに対する抗議文に署名したため、ティモシェンコはキエフ工科大学の教授職を免職された。ロシア科学アカデミーは彼にジュコーフスキー賞の授与と職の斡旋を行い、彼は Electrotechnical Instute とサンクトペテルブルク運輸工科大学に講師（のち教授）として採用された（1917年まで）。ここでも弾性論や梁の曲げの理論、座屈の研究を進めた。1918年に彼はキエフに戻り、ウラジミール・ベルナドスキーがウクライナ科学アカデミーを創設するのを手伝い、その最初の会員の一人となった。このアカデミーはソビエト連邦構成共和国ではロシアのものに次いで古い。
ロシア革命後に勃発したロシア内戦の最中である1919年にアントーン・デニーキン率いる白軍がキエフを占領すると、ウクライナ科学アカデミーは閉鎖され、ティモシェンコは職を失った。1920年にボリシェヴィキがキエフを奪った後に彼はウクライナを離れてユーゴスラビアへ移り、ザグレブ工科大学に教授職を得た。
1922年にティモシェンコはアメリカ合衆国へ渡った。1923年から1927年までウェスティングハウス・エレクトリックで研究員として働いた後、ミシガン大学の教授となった。ここで彼は学部生および大学院生用の最初の工業力学の教程を創設した。彼の執筆した教科書――最初のものはロシア語であったが、後半生ではほとんどが英語となった――は36の言語に翻訳・出版されている。また1927年にアメリカ国籍を取得している。
ティモシェンコは1936年からスタンフォード大学の教授となった。1944年に王立協会外国人会員に選出。1964年に、西ドイツのヴッパータールへ移った。
1957年にアメリカ機械工学会はティモシェンコの名を冠したメダルを創設し、第1回受賞者に機械工学分野における業績と執筆者・教育者としての貢献を称えてティモシェンコを選んだ。ティモシェンコ・メダルは毎年応用力学において業績を挙げた人物に授与されている。1958年エリオット・クレッソン・メダル受賞。
ティモシェンコは教科書のほかに二冊の自叙伝『Engineering Education in Russia 』と『As I Remember 』も執筆している。これらは1963年にロシア語で出版され、1968年に英語へ翻訳されたものが出版された。
1972年5月29日にティモシェンコはアメリカのカリフォルニア州パロアルトで死去した。93歳であった。遺灰はパロアルトに埋葬されている。